# (2381) Landi
(2381) Landi (1976 AF) – planetoida z pasa głównego asteroid okrążająca Słońce w ciągu 4,22 lat w średniej odległości 2,61 au. Odkryta 3 stycznia 1976 roku.